# Detroit (Michigan)

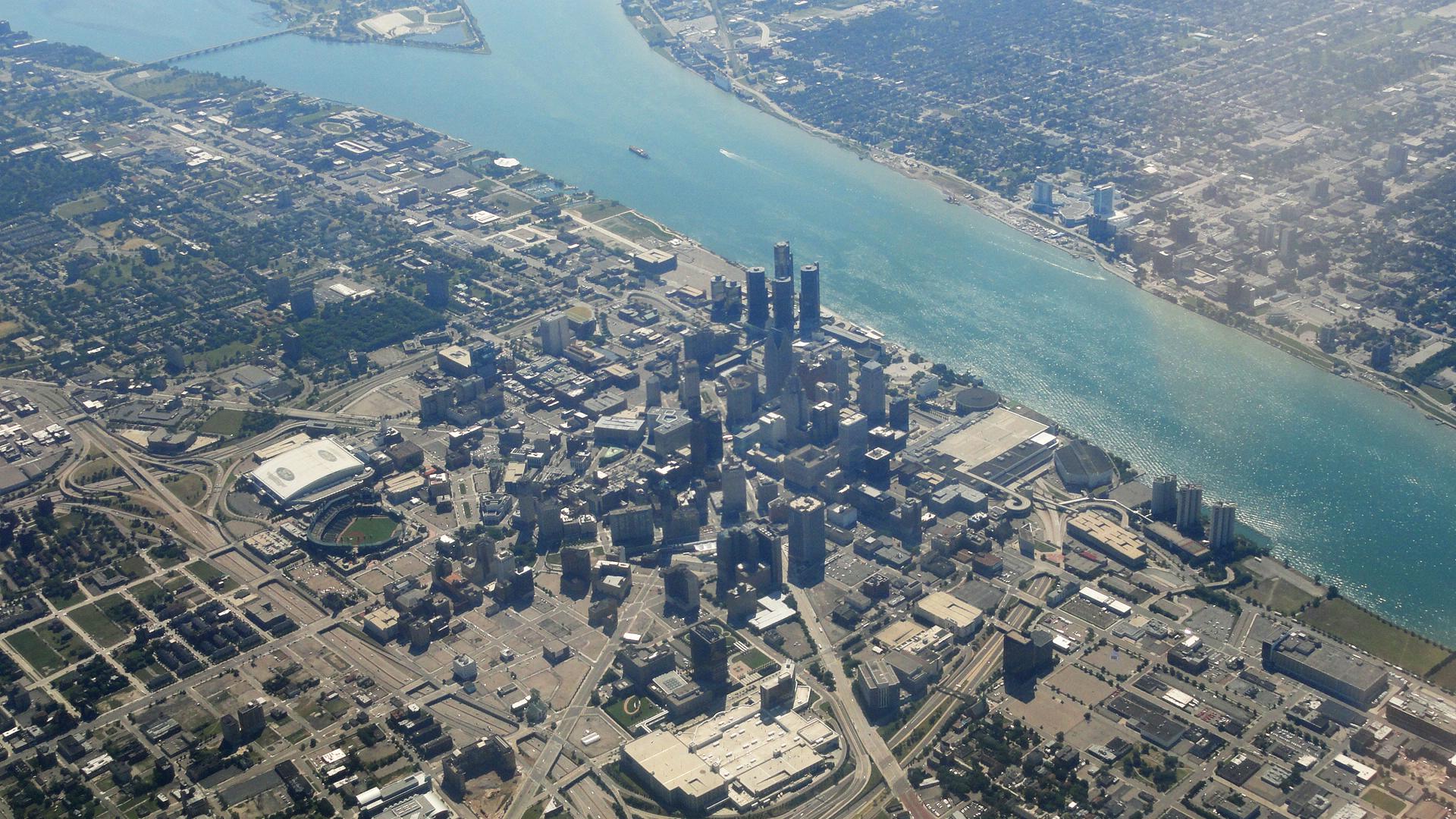
Detroit belvárosának légifotója

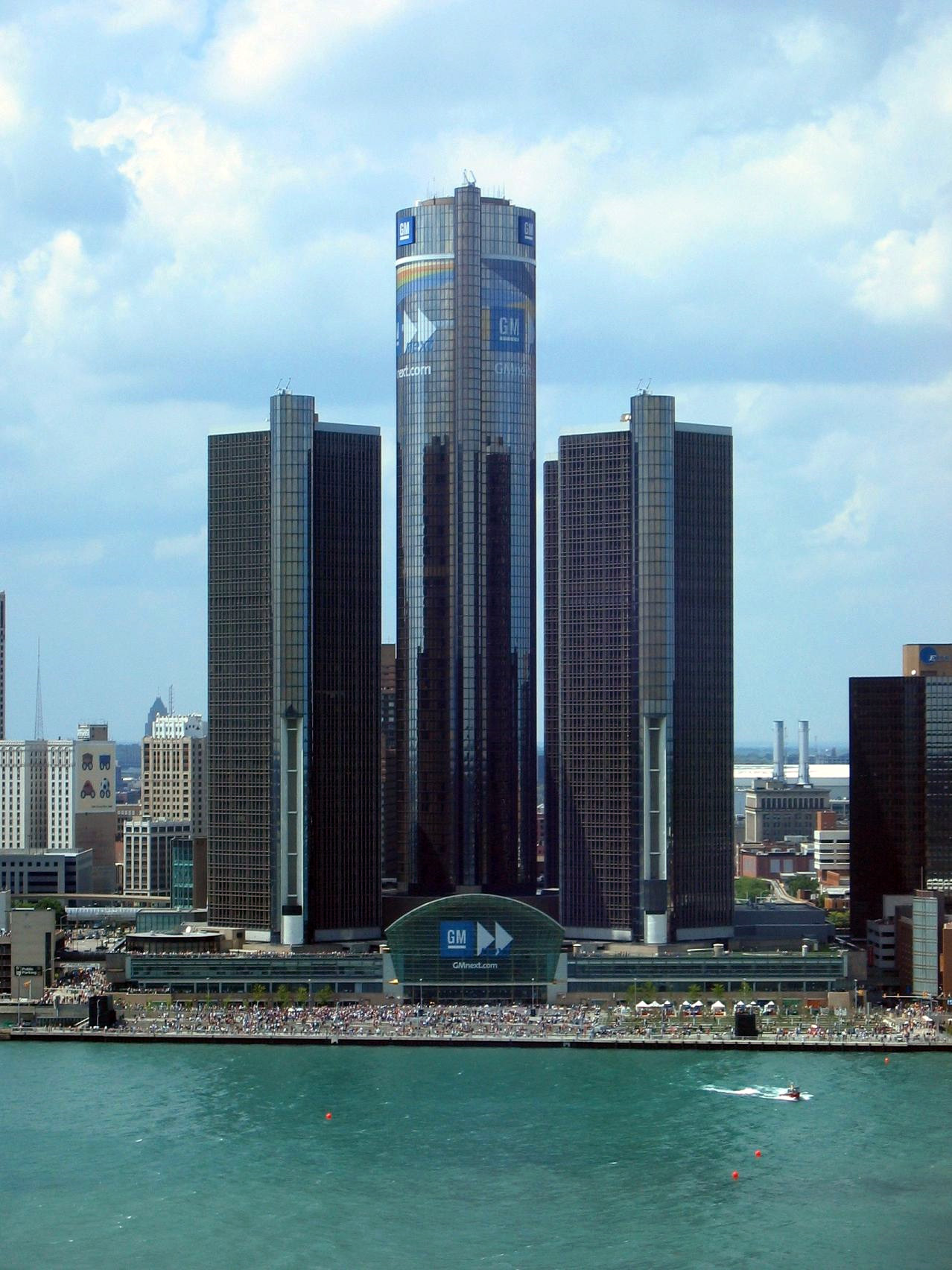
A Renaissance Center, a General Motors székhelye, Michigan állam legmagasabb épülete

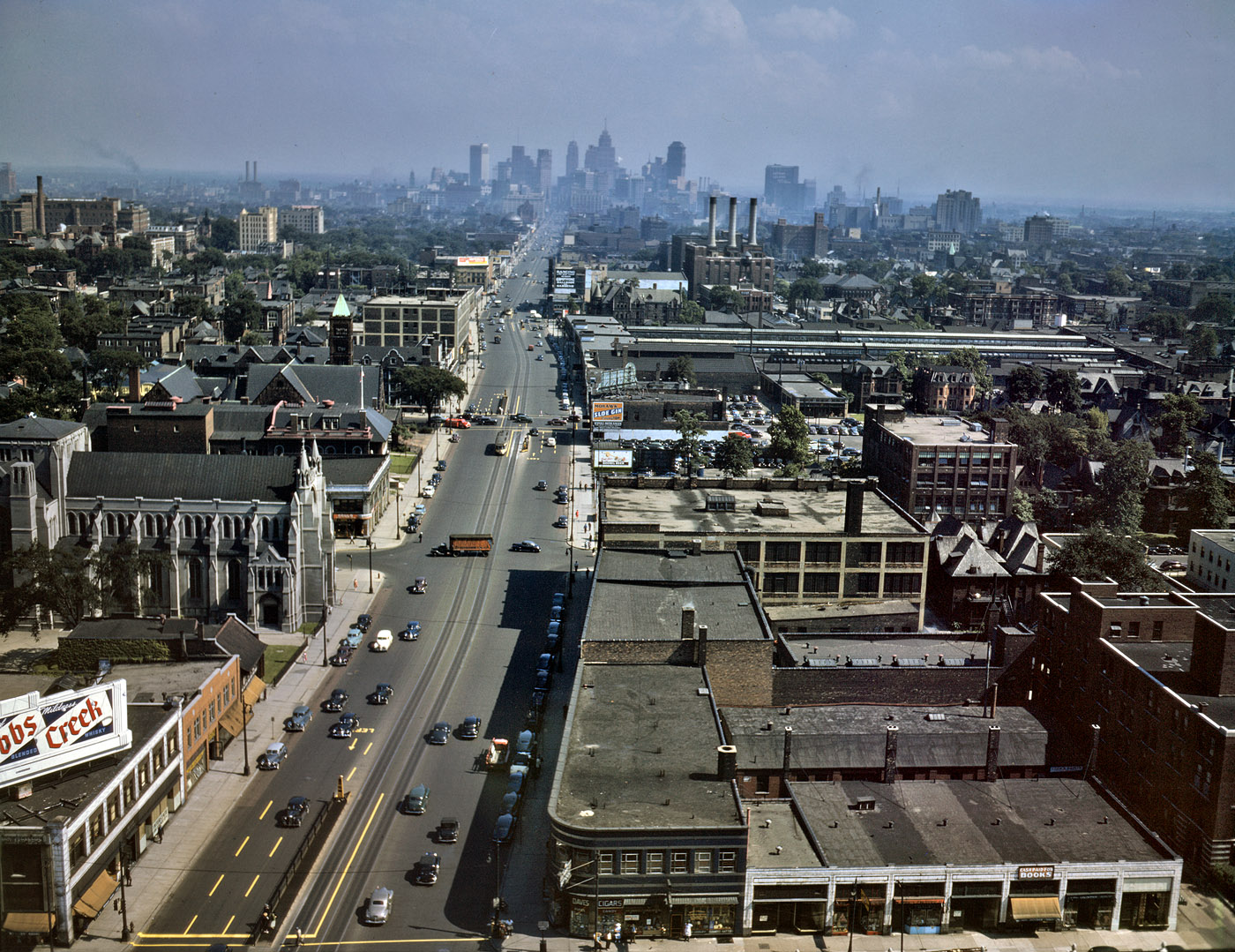
A Woodward Avenue 1942 júliusában

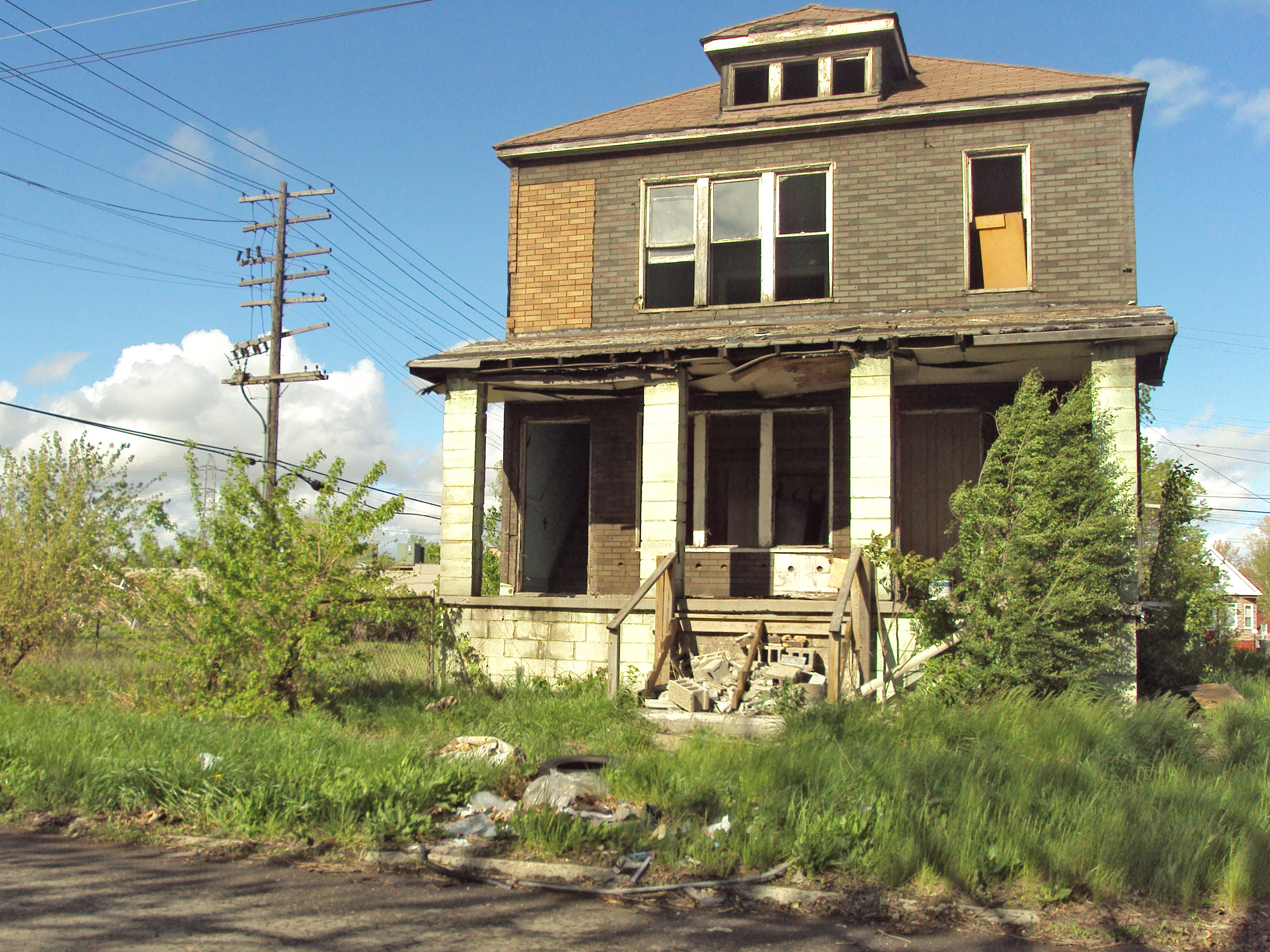
Egy a több mint tízezer üresen álló épületből

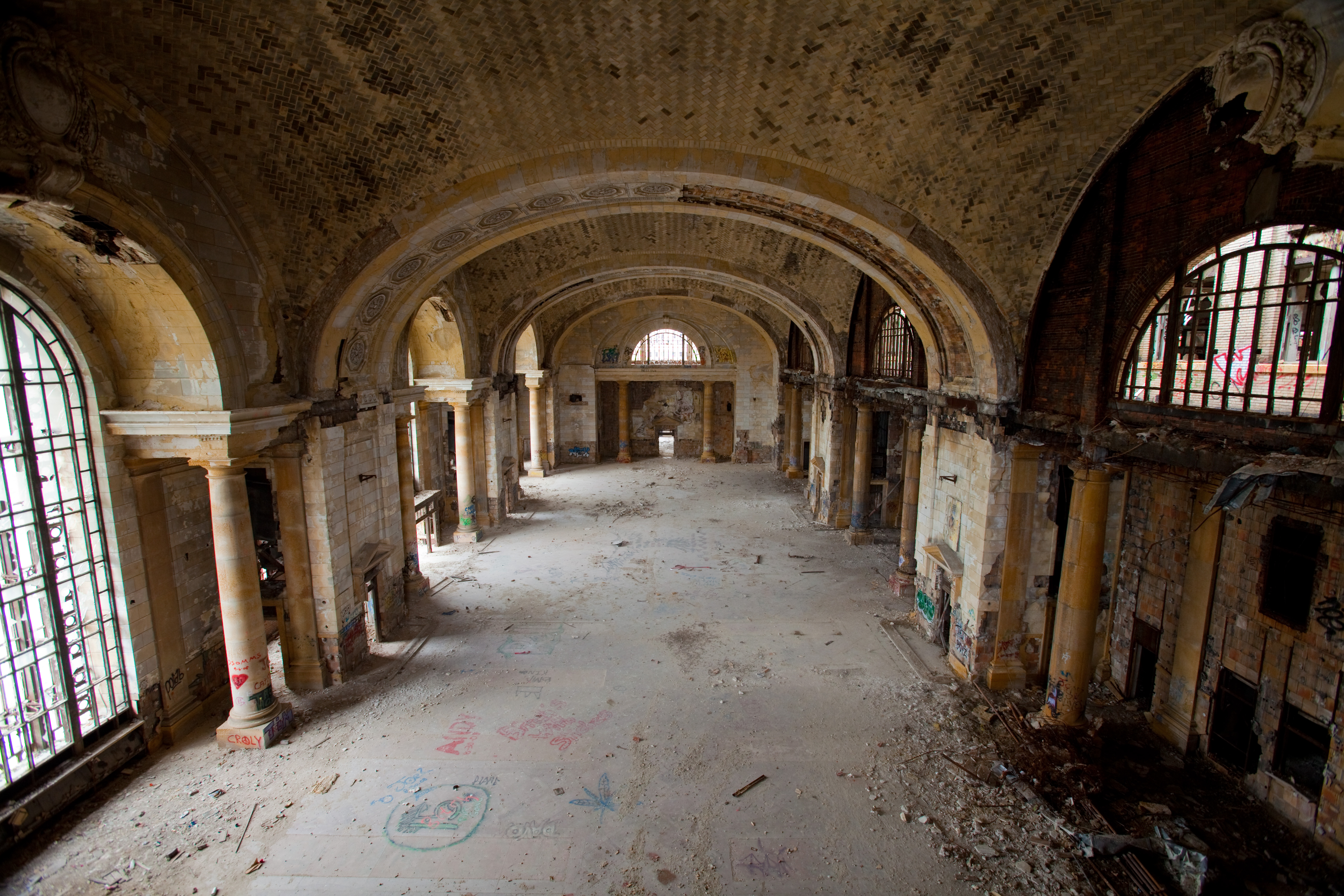
A Michigan Central Station állomás elhagyatott és omladozó belseje

Detroit (angol kiejtés: [dɪˈtrɔɪt], helyi kiejtés: [ˈdiːtrɔɪt]) az Egyesült Államok Michigan államának legnépesebb városa. Ez a legnagyobb amerikai város az amerikai-kanadai határon és Wayne megye székhelye. Detroit lakossága 639 111 fő volt a 2020-as népszámláláskor, ezzel az Egyesült Államok 27. legnépesebb városa. A 4,3 millió fő népességű detroiti agglomerációs terület a második legnagyobb Közép-Nyugaton a chicagói agglomeráció után, és a 14. legnagyobb az Egyesült Államokban. Jelentős kulturális központ, Detroit a zenéhez, művészethez, építészethez és dizájnhoz való hozzájárulásáról ismert, valamint autóipari múltjáról.
Detroit egy kikötőváros a Detroit folyó mentén, egyike annak a négy fő szorosnak, amely összeköti a Nagy-tavak rendszerét a Szent Lőrinc-víziúttal. Detroit városa a harmadik legnagyobb regionális gazdaság Közép-Nyugaton, Chicago és Minneapolis – Saint Paul agglomeráció mögött, és a 16. legnagyobb az Egyesült Államokban. Detroit leginkább az Egyesült Államok autóiparának központjaként ismert, és a „ Három Nagy ” autógyártó, a General Motors, a Ford és a Stellantis North America ( Chrysler ) központja a detroiti agglomerációban található, a GM pedig Detroitban. 2007-ben a detroiti agglomeráció volt az első számú exportáló régió az Egyesült Államok 310 meghatározott agglomerációi között. A Detroit Metropolitan repülőtér az Egyesült Államok legfontosabb légi csomópontjai közé tartozik. Detroitot és a szomszédos kanadai várost, Windsort egy autópálya-alagút, egy vasúti alagút és az Ambassador híd köti össze, amely Észak-Amerika második legforgalmasabb nemzetközi határátkelőhelye, San Diego-Tijuana után. Mindkét várost hamarosan egy új, jelenleg épülő híd köti össze, a Gordie Howe nemzetközi híd, amely teljes összeköttetést biztosít majd a határ mindkét oldalán lévő autópályák között. Az új hidat várhatóan 2024-re adják át.
Detroit hatást gyakorolt a helyi és nemzetközi kultúrákra, különösen a zenére, a város a Motown és a techno műfajain belül, további fontos szerepet játszik a jazz, a hiphop, a rock és a punk rock fejlődésében. Detroit gyors ütemű növekedése a város fellendülésének éveiben világszerte egyedülálló építészeti emlékek és történelmi helyek állományát eredményezte. A 2000-es évek óta az állagmegóvási erőfeszítéseknek hála sikerült sok építészeti művet megmenteni, és számos nagyszabású városrevitalizációs eredményt sikerült elérni, beleértve számos történelmi színház és szórakozóhely helyreállítását, toronyház-felújításokat, új sportstadionokat és egy folyóparti revitalizációs projektet. A közelmúltban Detroit belvárosában, Midtown városrészében és számos más negyedében növekedni kezdett a lakosság. Egyre népszerűbb turisztikai célpontként, Detroit 16 millió látogatót vonz évente. 2015-ben az UNESCO a "dizájn városának" nevezte Detroitot, első amerikai városként, amely megkapta ezt a jelölést. A Time 2022-ben Detroitot a világ ötven legjobb felfedezésre váró helye közé sorolta.

## Helynévtan
Detroit a Detroit folyóról kapta a nevét, amely összeköti a Huron-tavat az Erie-tóval . A város neve a francia détroit szóból származik, ami szorost  jelent, mivel a város két tavat összekötő keskeny vízfolyam mellett helyezkedik el. A folyót le détroit du Lac Érié néven ismerték, ami franciául  azt jelenti, hogy az Erie-tó szorosa. A város lakóinak neve angolul detroiter, többes számban detroiters.

## Történelme
Detroitot francia szőrmekereskedők alapították 1701-ben, miután egy évvel korábban a LaSalle expedíció során a csapat katolikus papja, Louis Hennepin atya kiváló helynek találta városalapításra a környéket. Antoine Laumet, 1701-ben saját pénzből megalapította Fort Pontchartrain du Détroit erődjét. A város szépen fejlődött, majd több indián támadást is átvészelve végül a francia-indián háború végén, 1760. november 29-én, egyetlen puskalövés nélkül brit kézre került. Az utolsó indián támadás 1763-ban érte a várost, a mindkét részről véres népirtásba torkollott Pontiac-felkelés során.
Az amerikai függetlenségi háború alatt végig, illetve utána is angol kézen maradt erőd végül a Jay megállapodás (Jay Treaty) keretében (mely során a Nagy-tavak környéki angol kézen, de amerikai területen levő erődöket a brit csapatok átadták az amerikaiaknak) 1796. február 29-én Detroit is az új állam fennhatósága alá került. 1805-ben Michigan fővárosává tették, mely címet egészen 1847-ig birtokolta, amikor a kanadai brit erők támadásától tartva egy határtól messzebb eső városba, Lansingbe helyezték át a város vezetését (Lansing a mai napig Michigan állam fővárosa). Az 1812-es háború során a britek visszafoglalták ugyan, de alig egy év múlva, 1813-ban az amerikai csapatok felszabadították. Még a háború vége előtt (1815-ben) városi rangra emelkedett.
A 20. század első felében a gépkocsigyárak munkaerő-szükséglete és az autóipari dolgozók viszonylag magas munkabérének vonzereje miatt sokan költöztek Detroitba. Köztük sokan feketék, akik a déli államok vidéki területeiről érkeztek, de más nemzetek is vándoroltak be: görögök, lengyelek és magyarok (jó részük Delray városrészben élt). A gazdasági fellendülés egészen a második világháború végéig tartott, ekkor ugyanis a fegyvergyártás központjaként is funkcionált a város.
Az 1950-es években, részben az autógyártás hanyatlása, az ipar visszaszorulása, részben pedig a fokozódó faji ellentétek miatt a fehér középosztály elkezdett kitelepülni a peremvárosokba. 
Az 1967-es zavargások során 43-an életüket vesztették, 1189-re rúgott a sérültek száma, 7200 embert letartóztattak, továbbá több mint 2000 épület semmisült meg. Ezt követően is sokan a távozás mellett döntöttek.
A 2010-es évekre Detroit lakossága megfeleződött és a város jelentős része kiürült, szellemvárossá lett. Sok felhőkarcoló, családi házak ezrei, templomok, iskolák, színházak és rendőrségi épületek ma már konganak az ürességtől, sőt a szegények lakta külvárosok is elnéptelenedtek. Az elhagyott épületek időről időre szándékos gyújtogatás miatt kapnak lángra, évtizedeken keresztül rendszerint minden október 30-án kellett a tűzoltóknak több tucat tűzesethez kivonulniuk. Az üres házakat többen szemétlerakóhelynek vagy meggyilkolt személyek holttesteinek elrejtésére használják. Becslések szerint a városban ötvenezer kóbor kutya él, melyek veszélyt jelentenek a lakosokra és azok háziállataira egyaránt. A legrosszabb állapotban lévő házakat a városvezetés rendszeres időközönként elbontja.
2008 januárja és 2009 júliusa között Detroitban a munkanélküliség 14,8%-ról 28,9%-ra emelkedett. 2013 nyarán a város csődöt jelentett.

## Éghajlat
| Hónap                         | Jan. | Feb. | Már. | Ápr. | Máj. | Jún. | Júl. | Aug. | Szep. | Okt. | Nov. | Dec. | Év   |
| ----------------------------- | ---- | ---- | ---- | ---- | ---- | ---- | ---- | ---- | ----- | ---- | ---- | ---- | ---- |
| Átlagos max. hőmérséklet (°C) | 0,0  | 1,8  | 7,7  | 15,1 | 21,1 | 26,3 | 28,6 | 27,4 | 23,3  | 16,4 | 9,3  | 2,3  | 15,0 |
| Átlagos min. hőmérséklet (°C) | −7,5 | −6,4 | −2,2 | 3,8  | 9,4  | 15,1 | 17,4 | 16,8 | 12,4  | 6,0  | 0,9  | −4,7 | 5,1  |
| Átl. csapadékmennyiség (mm)   | 50   | 51   | 58   | 74   | 86   | 89   | 86   | 76   | 83    | 64   | 71   | 62   | 849  |
| Havi napsütéses órák száma    | 120  | 138  | 186  | 216  | 275  | 303  | 316  | 282  | 228   | 176  | 105  | 86   | 2431 |
| Forrás: NOAA                  |      |      |      |      |      |      |      |      |       |      |      |      |      |

## Népesség
Az 1970-es években az Egyesült Államokban a detroiti városi agglomerációnak volt az ötödik legnagyobb lélekszámú külföldön született magyar lakossága New York, Los Angeles, Cleveland és Chicago után.
| Év   | Lélekszám |
| ---- | --------- |
| 1820 | 1 422     |
| 1830 | 2 222     |
| 1840 | 9 102     |
| 1850 | 21 019    |
| 1860 | 45 619    |
| 1870 | 79 577    |
| 1880 | 116 340   |
| 1890 | 205 876   |
| 1900 | 285 704   |
| 1910 | 465 766   |
| 1920 | 993 768   |
| 1930 | 1 568 662 |
| 1940 | 1 623 452 |
| 1950 | 1 849 568 |
| 1960 | 1 670 144 |
| 1970 | 1 511 482 |
| 1980 | 1 203 339 |
| 1990 | 1 027 974 |
| 2000 | 951 270   |
| 2010 | 713 777   |
| 2013 | 680 250   |

## Etnikai összetétel
| Népcsoport                     | 2010  | 1990  | 1970  | 1950  | 1940  | 1930  | 1920  | 1910  |
| ------------------------------ | ----- | ----- | ----- | ----- | ----- | ----- | ----- | ----- |
| Fehér                          | 10.6% | 21.6% | 55.5% | 83.6% | 90.7% | 92.2% | 95.8% | 98.7% |
| —Nem spanyol ajkú fehér        | 7.8%  | 20.7% | 54.0% | N/A   | 90.4% | N/A   | N/A   | N/A   |
| Afroamerikai                   | 82.7% | 75.7% | 43.7% | 16.2% | 9.2%  | 7.7%  | 4.1%  | 1.2%  |
| Spanyol ajkú és latin-amerikai | 6.8%  | 2.8%  | 1.8%  | N/A   | 0.3%  | N/A   | N/A   | N/A   |
| Ázsiai                         | 1.1%  | 0.8%  | 0.3%  | 0.1%  | 0.1%  | 0.1%  | 0.1%  | N/A   |

## Sportélete
| Csapat            | Sport            | Bajnokság                       | Aréna                |
| ----------------- | ---------------- | ------------------------------- | -------------------- |
| Detroit Tigers    | baseball         | Major League Baseball           | Comerica Park        |
| Detroit Pistons   | kosárlabda       | National Basketball Association | Little Caesars Arena |
| Detroit Lions     | amerikai futball | National Football League        | Ford Field           |
| Detroit Red Wings | jégkorong        | National Hockey Leauge          | Little Caesars Arena |
| Detroit City FC   | labdarúgás       | USL Championship                | Keyworth Stadium     |

## Testvérvárosok
- Dubaj, Egyesült Arab Emírségek
- Kitwe, Zambia
- Minszk, Fehéroroszország
- Nassau, Bahama-szigetek
- Tojota, Japán
- Torino, Olaszország
- Csungking, Kína

## A város nevezetes szülöttei
| - Dorothy Ashby - Steve Ballmer - Alaina Marie Beaton - William E. Boeing - Sonny Bono - Jerry Bruckheimer - Kenny Burrell - Ellen Burstyn - Avery Brundage - Donald Byrd - Ben Carson - Lewis Cass - Seymour Cassel - Art Clokey - Alice Coltrane - Alice Cooper - Francis Ford Coppola - Roger Corman - John DeLorean - Sherilyn Fenn | - Glenn Frey - Kenny Garrett - Judy Greer - Milt Jackson - Ken Jeong - Cobi Jones - David Patrick Kelly - Piper Laurie - Carl Levin - Charles Lindbergh - Viola Liuzzo - Lene Lovich - Naima Mora - Ted Nugent - Avery Brundage - James O’Barr - George Peppard - Suzi Quatro - Della Reese - Sugar Ray Robinson | - Mitt Romney - Diana Ross - Michelle Ruff - Tom Selleck - J. K. Simmons - Tom Skerritt - Lily Tomlin - John Vanbiesbrouck - Courtney B. Vance - Robert Wagner - John Welchli - Jack White - Max Wright - Xzibit - Les Gold - Seth Gold |